# Rockwood Hall
Rockwood Hall era una mansión de la Edad Dorada en Mount Pleasant, en el estado de Nueva York (Estados Unidos). Situada a orillas del río Hudson, era más conocida como el hogar de William Rockefeller, hermano de John D. Rockefeller, cofundadores de Standard Oil Company. Otros propietarios fueron Alexander Slidell Mackenzie, William Henry Aspinwall y Lloyd Aspinwall. La propiedad tuvo hasta 404,7 ha; la mansión en su apogeo tenía 204 habitaciones, convirtiéndola en la segunda casa privada más grande de Estados Unidos, solo detrás de Biltmore en Carolina del Norte. La finca es actualmente una sección de 36,5 ha de la Reserva del Parque Estatal Rockefeller.
Entre las primeras personas que vivieron en la propiedad se encontraba Alexander Slidell Mackenzie, quien vivió allí desde 1840 hasta 1848. Edwin Bartlett, un rico comerciante, posteriormente compró el sitio y contrató a Gervase Wheeler para diseñar una casa en la propiedad, que fue construida en 1849. En 1860, Bartlett vendió la casa a William Henry Aspinwall, que vivió allí hasta 1875; su hijo Lloyd vivió en la casa hasta 1886. William Rockefeller compró la propiedad y probablemente renovó ampliamente la casa y la propiedad, contratando a la firma Carrère and Hastings para las renovaciones interiores. Rockefeller murió allí en 1922 y sus herederos les vendieron la casa a unos inversores, que la convirtieron en Rockwood Hall Country Club. El club se declaró en quiebra en 1936, después de lo cual se convirtió en el Washington Irving Country Club. Para 1940, la propiedad volvió a quedar vacía, por lo que su propietario, John D. Rockefeller Jr., hizo que la mayoría de los edificios de la propiedad fueran demolidos, incluida la mansión. A finales de 1946, se propuso la propiedad Rockwood Hall para la ubicación de la sede de las Naciones Unidas. El hijo de John Jr., Laurance Rockefeller, vendió parte de la propiedad a IBM en 1970. La propiedad de IBM fue luego comprada por New York Life, seguida por Regeneron Pharmaceuticals, el propietario actual. La propiedad restante se vendió al estado de Nueva York a un precio significativamente reducido para convertirse en un parque dentro del Parque Estatal Rockefeller.

## Historia

### Historia temprana
Uno de los primeros propietarios de la propiedad fue Alexander Slidell Mackenzie, quien vivió allí en una granja desde 1840 hasta su muerte en 1848. El comodoro Matthew C. Perry estaba acostumbrado a pasar parte del verano con su esposa en cabañas cerca de la granja de Mackenzie. En 1839, Perry compró una parcela vecina y construyó una casa de piedra, llamada The Moorings. Se instalaron en esta casa como residencia durante todo el año con sus hijos. Hacia 1853 o 1854, Perry vendió la finca y se mudó de regreso a Nueva York. 
El importador y comerciante Edwin Bartlett obtuvo la propiedad alrededor de 1848, demolió la granja y construyó Rockwood, un castillo en estilo gótico inglés de piedra local. Bartlett contrató a Gervase Wheeler para diseñar la casa, que fue construida en 1849. 

Bosquejo arquitectónico del salón central de Rockwood, con renovaciones de Carrère y Hastings.

Bartlett le vendió la casa a su socio comercial William Henry Aspinwall en 1860; Aspinwall la convirtió en su casa de verano, efectuó mejoras y compró suficiente tierra para hacer que la finca tuviera 81 ha. Aspinwall solía viajar desde Nueva York a la propiedad a bordo de su yate Firefly, que podía amarrar a su muelle privado en Rockwood Hall.
Tras su muerte en 1875, su hijo Lloyd Aspinwall vivió allí hasta su propia muerte, en 1886. William Avery Rockefeller, Jr. luego la compró por 150 000 dólares. Su residencia en Mount Pleasant convenció a su hermano, John D. Rockefeller, de construir su propiedad Kykuit en las cercanas colinas de Pocantico.
Rockefeller expandió su propiedad a aproximadamente 404,7 ha y renovó o reconstruyó el castillo, casi duplicando su tamaño. Algunas fuentes, incluido el propio Rockefeller, afirman que reconstruyó por completo la casa y usó los escombros para construir un nuevo granero y establos.
Incluyendo la compra de la propiedad por parte de Rockefeller, gastó alrededor de 3 millones de dólares (85,4 millones en 2019) en la casa. No escatimó en gastos para adaptarla a sus características y estilo de vida, e incluso tenía poca idea de cuánto gastaría en él durante su construcción. Rockefeller contrató a Ebenezer L. Roberts para supervisar la construcción, aunque Roberts murió en 1890, durante la renovación de la casa. También contrató a la destacada firma de arquitectos Carrère and Hastings para crear planes para la renovación interior. Rockefeller también gastó 6 000 dólares para repavimentar un tramo de carretera de dos millas con macadán desde la casa de Vanderbilt Shepard en Woodlea hasta el cementerio Sleepy Hollow. Rockefeller pagó el pavimento para viajar fácilmente desde Rockwood Hall hasta la estación de ferrocarril de Tarrytown.
La casa resultante de 204 habitaciones tenía 53 x 32 m y era la segunda casa privada más grande de Estados Unidos, solo detrás de la mansión Biltmore en Asheville. También se estimó en ese momento como la segunda después de Biltmore en costo, y la segunda después de Kykuit en extensión de terreno y valor, dentro del condado de Westchester. 
Rockefeller se mudó a la casa recientemente renovada hacia mayo de 1890. En 1895, la hija de Rockefeller, Emma, se casó con David Hunter McAlpin, Jr., hijo de David Hunter McAlpin, y la ceremonia se celebró en la mansión, que fue decorada para la ocasión. En 1914, durante la Guerra Coalfield de Colorado, las propiedades de Rockwood Hall y Kykuit de los hermanos Rockefeller fueron lugar de disturbios y una posible invasión de viviendas. El presidente de la aldea de Tarrytown, Frank Pierson, protegió las casas, reunió a más policías y lideró el esfuerzo para recuperar las propiedades de Rockefeller. 
Rockefeller tenía la intención de que la casa fuera su refugio de verano, pero en sus últimos años se convirtió en su hogar permanente. En 1922, Rockefeller murió en Rockwood Hall, dejando la propiedad vacía. Su funeral tuvo lugar también en ella, con un servicio oficiado por el rector de la Iglesia Episcopal de Santa María, a la que Rockefeller asistía regularmente. Las puertas de la finca fueron cerradas y custodiadas por policías durante el evento.

### Como club de campo
Los herederos de Rockefeller pusieron la propiedad a la venta, sin embargo, no se pudo encontrar ningún comprador individual. En este punto, la mansión se cerró, se retiraron sus muebles y unos 20 cuidadores se ocupaban de la propiedad. La primera ruptura de su propiedad fue la venta a Frank Vanderlip. En 1924, Vanderlip compró 0,2 km² de la propiedad frente al río de Rockwood Hall para agregar a su propiedad, Beechwood. La mayor parte de la propiedad fue comprada ese mismo año por un grupo de inversores, que formaron Rockwood Hall, Inc. Su compañía compró la propiedad (con 0,8 km² al oeste de la Ruta 9 y 2,4 km² al este) por alrededor de 1 millón de dólares. El grupo convirtió la finca en un club de campo con campo de golf, piscina y otras instalaciones. La compañía formó Rockwood Hall Country Club y obtuvo una hipoteca con Equitable Trust Company de Nueva York, que fue adquirida por Chase Bank en 1930. Su campo de golf de 18 hoyos fue diseñado por Emmet & Tull en 1929. Rockwood Hall Country Club contrató al destacado golfista australiano Joe Kirkwood Sr. para ser el primer golfista profesional del club. 
En 1927, el sobrino de Rockefeller, John D. Rockefeller Jr., compró 1,82 km² a través de la Ruta 9 de Rockwood. Al año siguiente, el club Rockwood Hall vendió 0,67 km² de su propia tierra al este de la Ruta 9 a John Jr., para liquidar o reducir dos de sus hipotecas. En 1928, el club era lo suficientemente rentable como para planificar la expansión de su propiedad; el club planeó un segundo campo de golf en una propiedad adyacente, así como ajustes a la mayor parte de su campo existente y la construcción de cuatro canchas de tenis y una piscina al aire libre. En el mismo año, Frederic N. Gilbert fue destituido como miembro del club de campo por supuestamente intentar obtener el control del mismo. Frank Harris Hitchcock era el presidente del club en ese momento y había sido el primer presidente del club. Gilbert tomó acciones legales contra el club.
El club Rockwood Hall estaba acumulando deudas, especialmente durante la Gran Depresión, que comenzó en 1929. El club finalmente no tuvo éxito financiero y se declaró en quiebra en 1936. Durante el verano de 1937, Rockwood Hall Country Club arrendó la casa y los terrenos al Washington Irving Country Club y la cochera y el establo al Washington Irving Theatre durante la demanda de ejecución hipotecaria de Rockwood. La cochera y el establo fueron remodelados y comenzaron a exhibir producciones de verano a partir de 1938 y terminando en 1940.

### Demolición
Chase National Bank había adquirido la hipoteca de Rockwood y comenzó a ejecutar la propiedad. En 1938, John Jr. compró Rockwood Hall Country Club y sus 0,8 km² de Chase Bank por $ 244,374 en un tribunal de quiebras. Para 1941, John Jr. no encontró uso para el sitio y sus edificios se estaban deteriorando severamente, por lo que se preparó para demoler los edificios. A finales de 1941 y principios de 1942, John Jr. ordenó la demolición de la mansión, cochera, invernaderos, casa de máquinas, granero, gallinero, palomar, cobertizos y cobertizo para botes; solo excluyendo las dos puertas de entrada. Los escombros iban a ser arrojados al río Hudson y se tuvo cuidado de no dañar los muros de contención, árboles, arbustos, caminos y terrazas de la propiedad. Las últimas estructuras restantes son la puerta de entrada en la Ruta 9 y los cimientos en terrazas de la mansión. 

### Reurbanización de la propiedad
Rockefeller Jr. transfirió Rockwood Hall a su hijo Laurance Rockefeller el 8 de abril de 1946. Más tarde ese año, se propuso la propiedad para la ubicación de la sede de las Naciones Unidas. Fue una de las pocas propuestas para el sitio, y Laurance y Nelson Rockefeller la dieron de forma gratuita. Los funcionarios del condado de Westchester habían propuesto previamente el mismo sitio. Su padre, John Jr., fue cauteloso con la propuesta, creyendo que la ocupación del sitio provocaría la expansión de la ONU a otras propiedades de Rockefeller cercanas en Pocantico Hills, y posiblemente incluso a Kykuit, la sede de la familia. Laurance y Nelson, junto con sus hermanos David y John, estaban dispuestos a ceder sus propiedades para hacer posible la ubicación del lugar. John Jr. expresó que la naturaleza del campo en Westchester cambiaría irrevocablemente. Dio instrucciones a Nelson para que indagara más sobre otro sitio propuesto cerca de White Plains, y para ver sobre terrenos adicionales disponibles cerca de Rockwood. Otra razón dada para la desaprobación del sitio por parte de John Jr. fue su distancia de los aeropuertos y otros medios de transporte disponibles en la ciudad de Nueva York. 

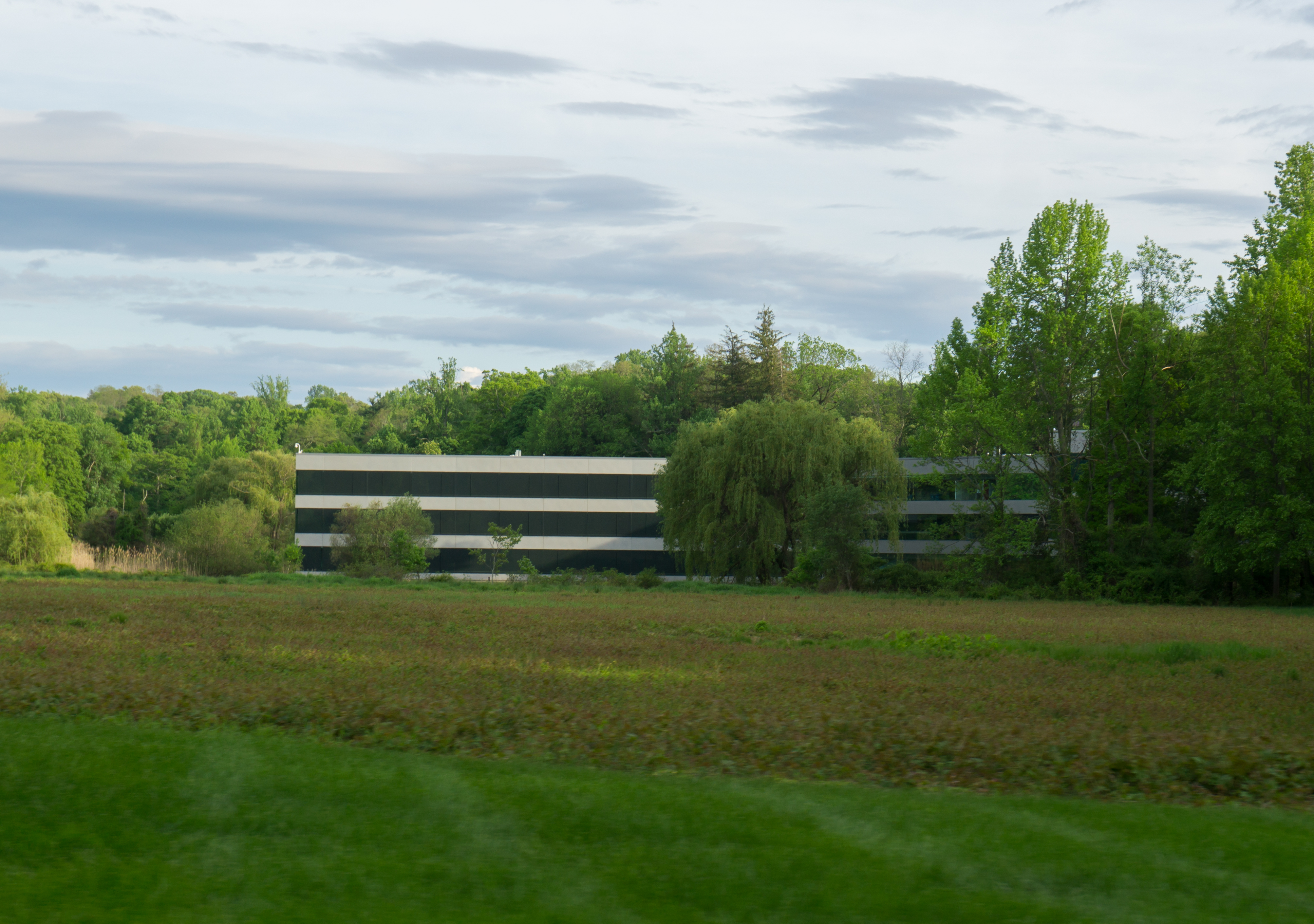
Campus de New York Life y Regeneron

Laurance vendió 0,3 km² de la propiedad a IBM en 1970; Más tarde, New York Life operó fuera del sitio. Laurance había planeado donar Rockwood Hall al estado de Nueva York e hizo la venta de IBM para compensar la pérdida de ingresos fiscales de la ciudad de Mount Pleasant. Durante la propiedad de Laurance de la tierra restante, puso el espacio a disposición del público para practicar senderismo, pesca y otras actividades recreativas. 
Desde principios de la década de 1970 hasta 1998, Laurance Rockefeller arrendó la finca a Nueva York para su uso como parque público, a un costo anual de 1 dólar, y cubrió los costos de mantenimiento de la propiedad. En 1972, anunció que donaría la tierra al estado. Los planes para el parque público posiblemente incluirían un centro para estudiar el medio ambiente del río Hudson. Mientras tanto, el estado encargó un estudio del río alrededor de la propiedad, los Rockefeller concedieron recorridos a pie para 540 residentes y les entregaron cuestionarios para evaluar las reacciones. Se encargó a los desarrolladores que dieran opiniones; los primeros desarrolladores propusieron una piscina, una pista de patinaje y canchas de tenis para permitir un uso de alta densidad del parque. Los residentes indicaron en los cuestionarios que preferían el uso pasivo del parque: senderos para caminar y un centro de naturaleza, y no instalaciones para acampar o deportivas. El gerente del proyecto propuso una plataforma ajardinada sobre las vías de la Línea Hudson, para permitir a los residentes acceso directo al río Hudson. 
En 1998, Rockefeller cedió la propiedad de 0,3 km² al Laurance S. Rockefeller Fund, con la mitad de los intereses del fondo donados al estado de Nueva York y la otra mitad al Memorial Sloan Kettering Cancer Center. En ese momento, la tierra era una de las pocas grandes extensiones sin desarrollar que quedaban en la parte baja del río Hudson. Posteriormente, el estado de Nueva York compró la porción de Memorial Sloan Kettering (valorada en 26,8 millones de dólares) para ser propietario total de Rockwood Hall. 

## Arquitectura

### Exterior

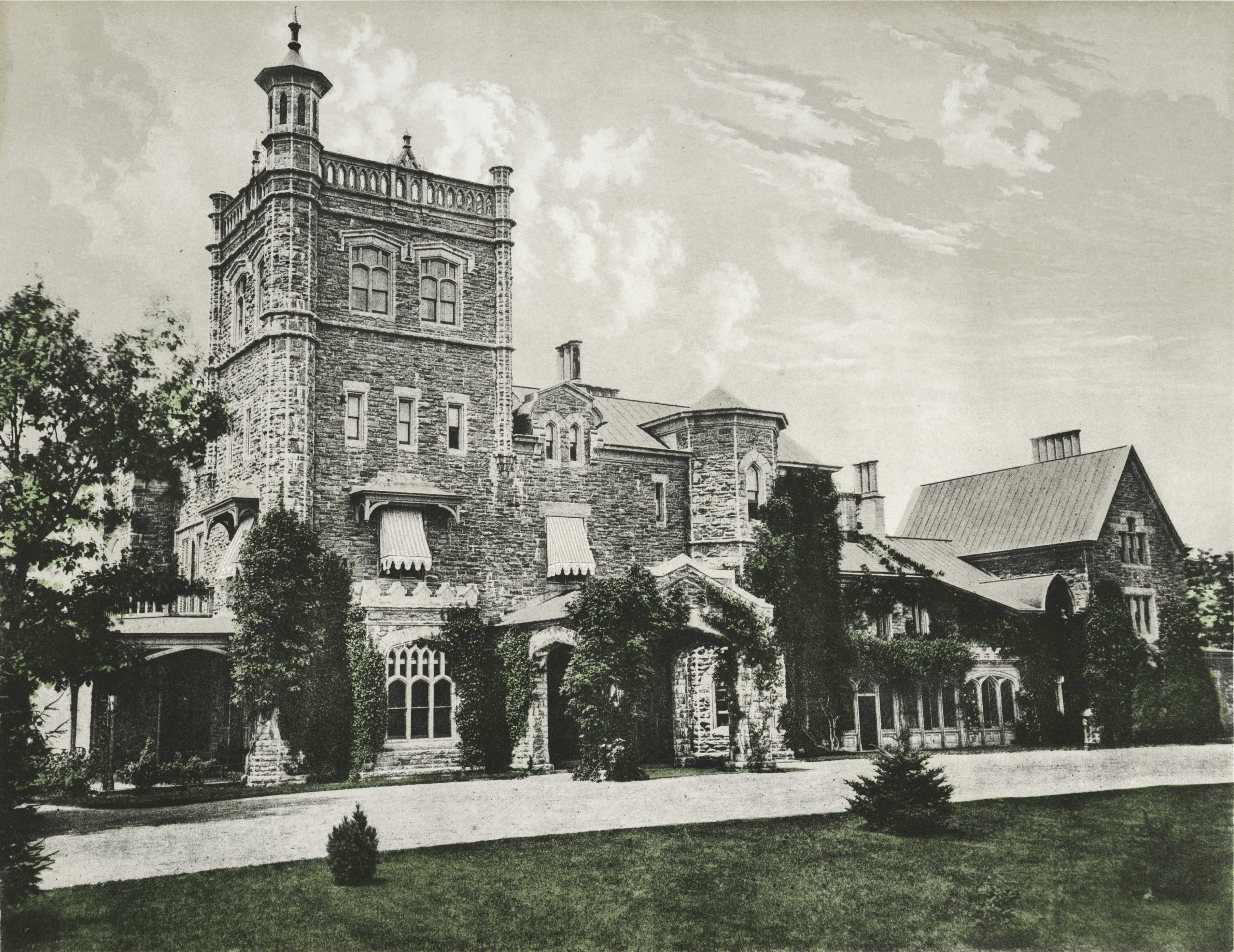
El exterior de la casa bajo la propiedad de Aspinwall, 1860

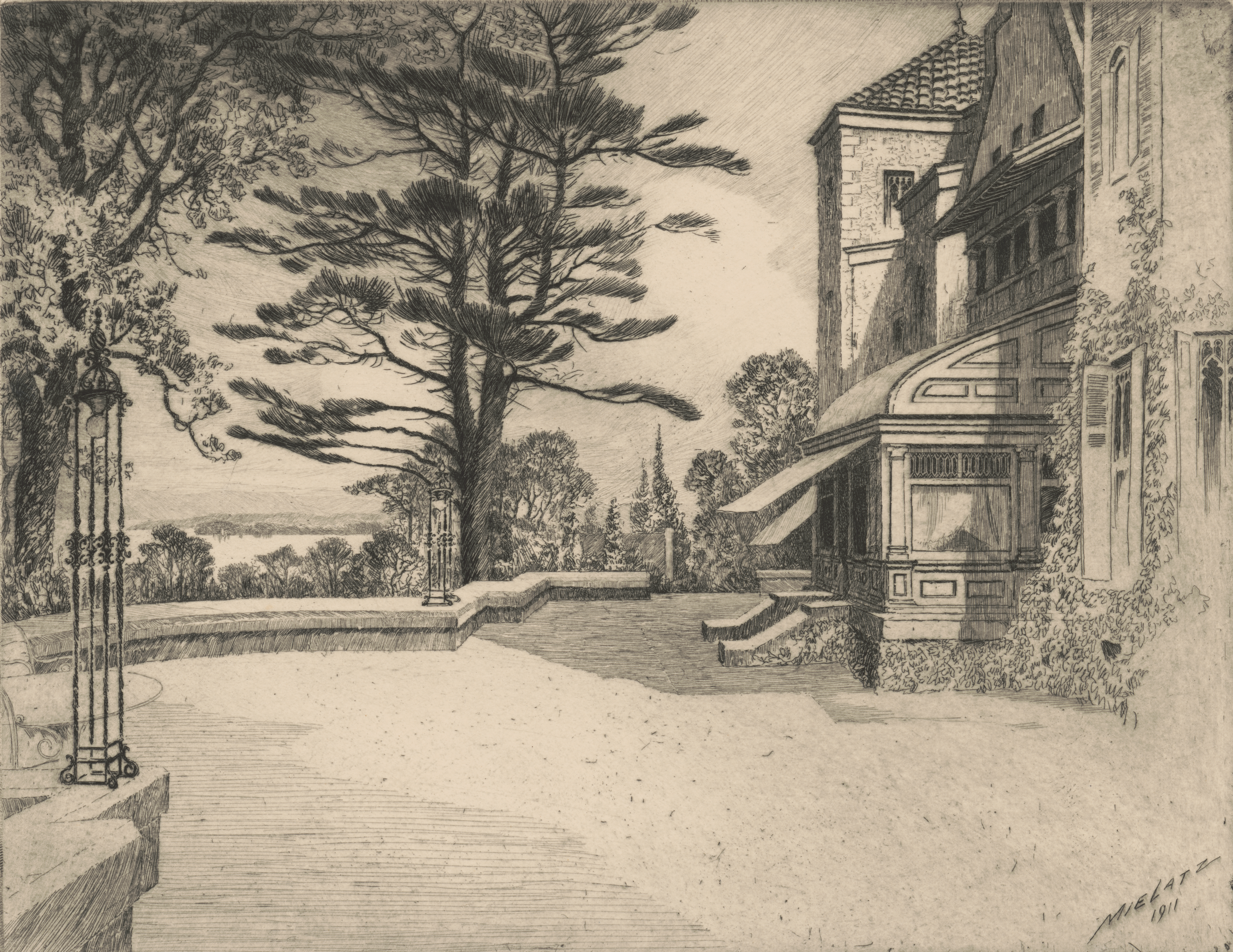
Ilustración de la terraza occidental, frente al río Hudson

La casa estaba a 152 m al este del río Hudson y a 45,7 m por encima de él. El edificio fue diseñado en estilo isabelino almenado. Bajo la propiedad de Rockefeller, la casa tenía unas dimensiones de 53 por 31,6 m. Sus paredes exteriores eran de bloques macizos de gneis gris tosco de las canteras de Hastings-on-Hudson, y sus paredes interiores eran de ladrillo. Sus paredes exteriores medían 1,1 m de espesor por los cimientos y 60 cm de espesor en los pisos superiores, y todos fueron construidos sobre lecho de roca. Las paredes interiores iban desde el sótano hasta el techo. 
El edificio fue descrito como parecido a un castillo escocés, relacionado con los orígenes escoceses de los Rockefeller. La casa tenía dos terrazas amuralladas en su base, una de las cuales se usaba como cancha de tenis; la otra se usó en el frente de la casa para la calzada, mientras que la parte trasera que da al río se colocó con un mosaico. También tenía una amplia galería con techo de piedra que rodeaba la casa. Su decoración arquitectónica incluyó torres, torreones y parapetos portados. Fue construido prominentemente en una colina, en el punto más alto de la finca por trabajadores calificados de Escocia. 
La casa tenía un esquema asimétrico, con una parte principal cuadrada y un ala de servicio en forma de L que se extendía hacia el norte desde la casa principal. La parte principal tenía tres pisos y un ático.
La casa tenía una torre de cuatro pisos en la esquina sureste, que originalmente tenía una torre octogonal de dos pisos y medio al lado, con el puerta cochera entre ellos. La casa originalmente solo tenía terrazas alrededor de los principales espacios habitables. 
El techo estaba revestido de tejas de ladrillo refractario pintado de rojo y tenía una veleta dorada. 
La entrada principal estaba en el lado norte, bajo una puerta cochera. Las puertas eran macizas y estaban hechas de roble intrincadamente tallado. 

### Interior
El interior tenía 204 habitaciones, en total 21 chimeneas. El primer piso constaba de hall de entrada, salón, biblioteca, sala de música, comedor, sala de desayunos, sala de billar, invernadero, vestidor de invitados y estudio. Dos de las entradas de la casa estaban ubicadas en los extremos este y oeste de un pasillo que atravesaba la casa; otro pasillo corría desde el extremo norte hasta el extremo sur. Estos pasillos tenían pisos de mosaico, paredes revestidas de roble americano y techos de papel maché con una serie de cúpulas, cada una equipada con cinco candelabros eléctricos. En la intersección de los dos pasillos se encontraba la escalera principal al piso superior, dando tres vueltas entre cada piso. La balaustrada estaba hecha de roble. Inmediatamente encima de la escalera había una cúpula de vidrio, mientras que en cada medio tramo de escaleras había una logia hecha completamente de tejas, separada de la casa principal por vidrio y que se abría al aire. 
La entrada principal estaba en el lado norte de la casa, junto a la puerta cochera. Este conducía a un vestíbulo decorado con mosaicos y paredes de mármol pulido, con ónix tallado. Más allá estaba el salón principal, con paredes de roble, un techo de papel maché y un banco de roble tallado entre dos grandes pilares tallados. También tenía una gran chimenea de color naranja brillante y azulejos de mosaico blanco, con diseños de águilas y follaje italianos, y una circular piedra de hogar 20 pies de diámetro. Hundidos en la pared a la izquierda y derecha de la chimenea había un par de asientos de esquina. A la derecha del salón principal había un baño y un guardarropa. A su derecha estaba la sala de recepción, una habitación con vitrales, carpintería de caoba oscura con incrustaciones de arce, una chimenea con fachada de mosaico con un manto de ónix africano y una repisa de caoba tallada con querubines tallados que sostienen un espejo redondo. El techo era dorado y las paredes estaban pintadas al fresco. Siete candelabros eléctricos iluminaban el espacio. 
La sala de música, junto a la sala de recepción, estaba teñida de un delicado esmalte verde. Las paredes tenían paneles de madera satinada, el techo era de papel maché y la chimenea era de mármol piriano, con una pequeña ventana cuadrada arriba. La sala estaba iluminada por 250 lámparas eléctricas esparcidas por toda la sala en "descuido artístico". La biblioteca, en la esquina sureste de la casa, usó un revestimiento de madera de nogal circasiano hasta el techo. La chimenea era de mármol levantino negro. Sillas de roble tallado estaban por toda la habitación. La biblioteca fue descrita como oscura y sombría en oposición a la sala de música luminosa y aireada, un ejemplo de cómo casi todas las habitaciones de la casa eran distintas de las contiguas. El comedor y la biblioteca daban a la terraza y al porche sur. El comedor era de caoba, revestido casi hasta el techo. Las paredes estaban cubiertas de pinturas al óleo. La chimenea era de mármol de Siena y un aparador de caoba. La sala de billar, en la esquina suroeste, tenía un techo abovedado con frescos y una chimenea de ónix de tonos claros. La sala de desayunos, en la esquina noreste, tenía paredes revestidas de madera de goma, con un espacio entre el revestimiento y el techo con frases inscritas. El techo era azul celeste, con emblemas del zodíaco en oro. El estudio cercano tenía paredes y techo de abedul rojo y un friso pintado, junto con una chimenea de azulejos amarillos. 
El segundo y tercer piso de la casa se dedicaron al espacio para dormir, y juntos contenían 14 dormitorios. El segundo piso tenía cinco dormitorios grandes con baños adjuntos y dos dormitorios pequeños con baños adjuntos, con chimeneas en cada dormitorio y en el pasillo. El tercer piso tenía seis dormitorios grandes con baños adjuntos y un dormitorio con baño separado. El tercer piso comparte el mismo diseño de chimeneas. Cada dormitorio tenía paredes de diferentes tipos de madera, con diferentes diseños y frescos en todas partes. El ático sobre el tercer piso estaba terminado en madera blanca y tenía alrededor de 12 habitaciones para los sirvientes. El ala del sirviente también contenía 15 dormitorios. La torre redonda contenía una sala de fumadores, mientras que la torre cuadrada contenía una sala de costura. 
La casa se calentó con aire caliente a través de las rejillas de ventilación del piso. Los botones eléctricos de las habitaciones se usaban para hacer sonar timbres eléctricos, para llamar a los sirvientes. Dos ascensores Otis iban desde el sótano hasta el ático: uno para sirvientes y carga y un elegante ascensor para la familia y los invitados. La casa era a prueba de fuego, de modo que un fuego dentro de una habitación, con todas las puertas cerradas, no se propagaría. Además, el ala de los sirvientes estaba separada de la casa por un pesado muro de ladrillo y piedra para evitar la propagación del fuego. Todas las puertas de la casa, excepto las de la entrada principal, se deslizaron para cerrarse. Los suelos eran de roble americano con incrustaciones muy pulidas. 

## Jardines

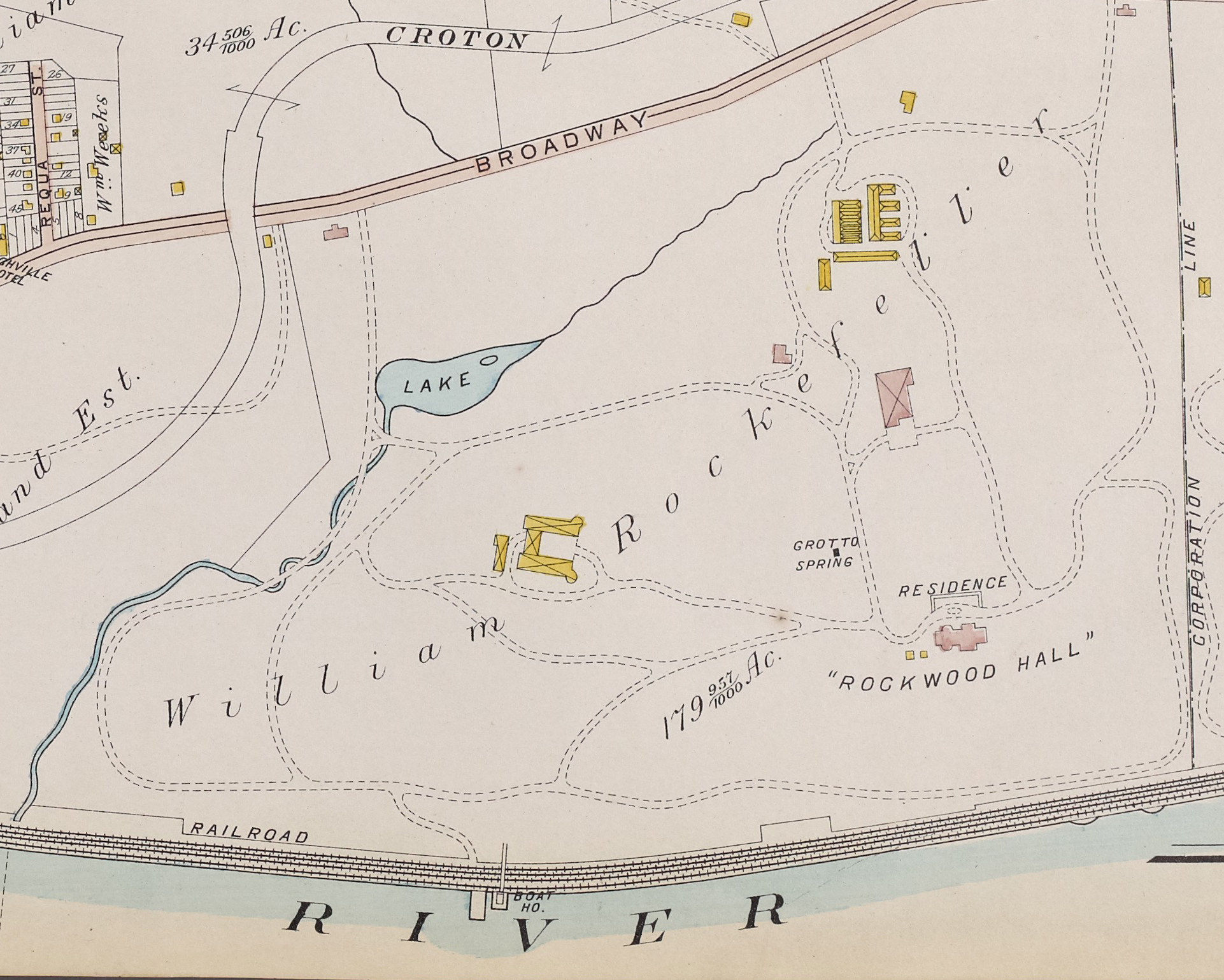
Mapa de las propiedades inmediatas de Rockefeller en Rockwood

La propiedad está ubicada en la ciudad de Mount Pleasant, en el condado de Westchester, Nueva York. Se encuentra al oeste de la ruta estadounidense 9, entonces conocida como Broadway, a 3 millas al norte de Tarrytown y a 1,5 millas al sur de Scarborough. Estaba a menos de una milla del Sleepy Hollow Country Club. La propiedad limita con las vías del ferrocarril, anteriormente del Ferrocarril Central de Nueva York y hoy como la Línea Hudson de Metro-North. La propiedad también bordea el río Hudson por 3/4 de milla (1,2 km) . Los prados y jardines ocupaban 26 acres (10,5 ha) de la propiedad. Vallas de hierro corrugado sobre hormigón cercado de parte de la propiedad. Durante la propiedad de William Rockefeller, la propiedad estaba dentro del distrito fiscal de Tarrytown; la propiedad actual del parque se extiende casi todo el frente del río desde Sleepy Hollow hasta Briarcliff Manor, y desde el río Hudson hasta la Ruta 9.
Las fachadas de la mansión estaban decoradas con grandes macetas de plantas tropicales. A un lado de la casa, un amplio terreno se dedició a pastos para las ovejas Southdown, descritas como las mascotas de William Rockefeller. Otro pastizal contenía ganado de Jersey para la producción de leche y mantequilla para la mansión y los sirvientes. 
Frederick Law Olmsted diseñó la propiedad ajardinada de William Rockefeller, consta de colinas, valles, bosques y prados. Olmsted hizo plantar árboles jóvenes y trasplantar árboles viejos. Plantó árboles raros como el roble dorado, el haya llorón, el haya púrpura, el haya de hoja cortada, el haya inglés, el haya americano, el ginkgo, el sauce llorón, el roble blanco, rojo y escarlata, el abeto noruego, el abeto azul de Colorado, el castaño de indias rosado, el cornejo blanco y rosado, y arce japonés enano. Estas arboledas bloqueaban la vista de Rockwood Hall desde la ruta 9. Un jardín formal, de 150 x 60 pies, se encontraba frente a la casa, junto con un jardín de flores de 8093 m², un huerto de 1,3 ha, 17 invernaderos y una cabaña de jardinero. En la propiedad existían dos arroyos y varios estanques artificiales, que tenían cisnes y patos en el verano.

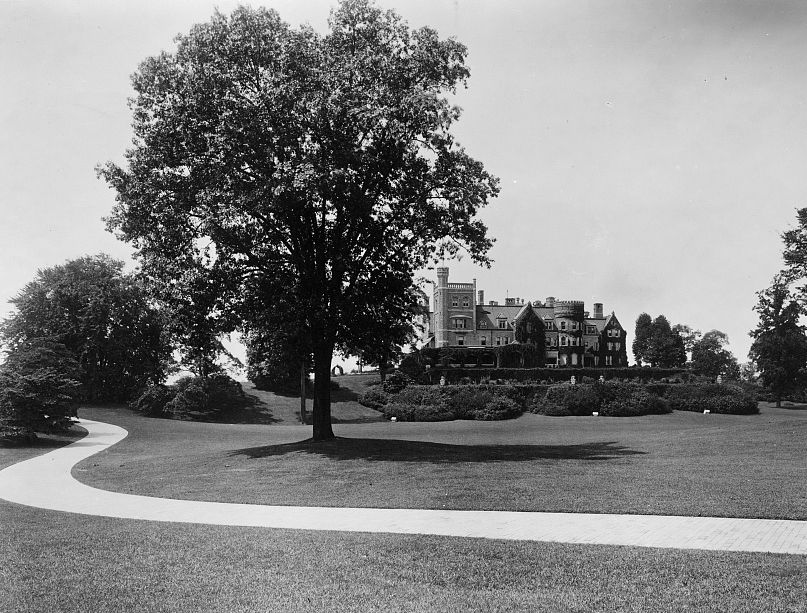
Rockwood Hall y sus alrededores, 1916

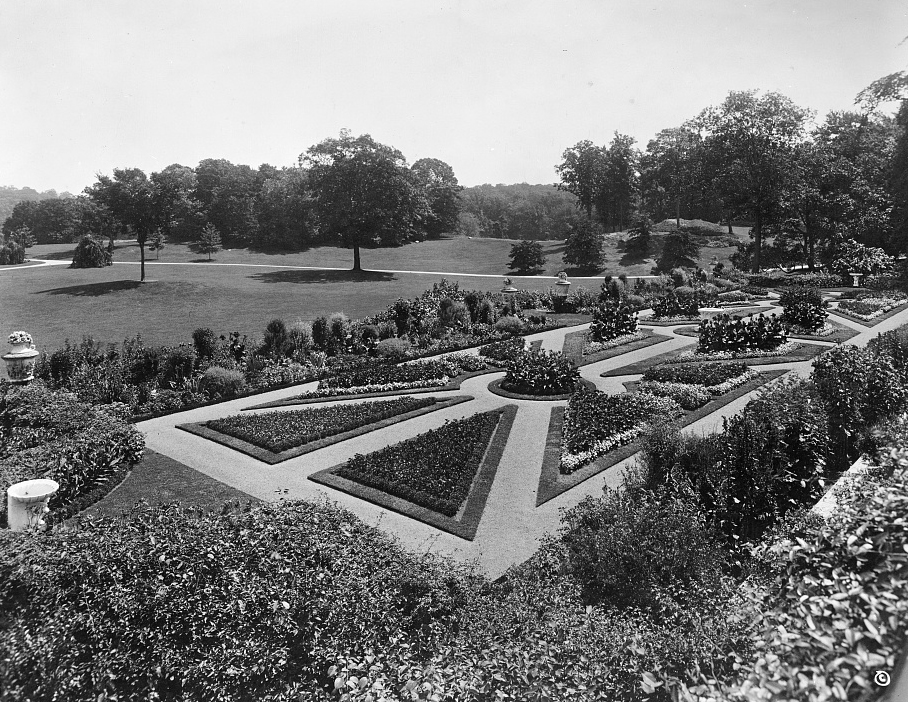
Jardines de Rockwood Hall, 1916

El paisaje incluía una red de sinuosos caminos de carruajes a través del bosque. Los caminos eran de 16 pies (4,9 m) ancho con una corona de 8 pulgadas en el medio; Se construyó un gran sistema de drenaje para controlar las inundaciones. Dos millas de las carreteras usaban el bloque Hastings, un adoquín construido en la cercana Hastings-on-Hudson; los caminos restantes estaban hechos de piedra triturada compactada. 
Las dependencias incluían un establo de tres pisos, una carpintería, un taller de pintura, una casa de hielo de piedra, un granero, un hennery, 17 invernaderos y un vivero al aire libre de 1,6 ha para 1000 árboles y arbustos raros. También en la propiedad había un cobertizo para botes, un muelle, un manantial y una planta de iluminación eléctrica. Rockefeller también construyó un cobertizo para su vagón de tren privado, junto y paralelo a las vías de New York Central junto a su propiedad. La casa de hielo de piedra de la propiedad utiliza sal de roca para conservar carnes y verduras. El establo principal de granito tenía 40 puestos, una pista de equitación cubierta y una galería. La cochera tenía alojamiento en su segundo piso para las familias de los empleados del establo. El cobertizo de piedra tenía numerosos barcos y una lancha a vapor. El establo de la granja tenía 32 puestos para vacas y establos para caballos y ovejas de granja. Rockefeller tenía ganado de Jersey y ovejas de Southdown (que se usaban para podar el césped). La planta avícola se utilizó para albergar pollos, patos, faisanes y palomas. Se llegó al cobertizo para botes por un puente de acero de 150 pies sobre las vías del tren. Fue construido alrededor de 1913 y tenía seis vestidores, un baño y una sala de estar con chimenea además de yates, botes de remos y canoas. Unos 15 m al norte del cobertizo para botes estaba el muelle de 41 por 10,6 m. Se colocaron tuberías para el aceite y el agua entre la casa de máquinas y el muelle, para abastecer de combustible a los barcos y ponerlos a flote. 
Aproximadamente a 600 a 700 yardas de la casa estaban los dos edificios estables, en su mayoría ocultos a la vista por densos arbustos. Los edificios se construyeron con granito extraído de la mansión durante las renovaciones de Rockefeller. En conjunto, los establos contenían viviendas para el superintendente de la finca, alrededor de 50 puestos para caballos, espacio para carruajes, una galería, cancha de equitación y una gran cancha con piso de madera para deportes de interior.
Las tierras de cultivo de la propiedad se utilizaban principalmente para cultivar heno y patatas. Los terrenos también tenían dos pequeños arroyos que los atravesaban y que transportaban truchas. 
Durante la permanencia de Rockwood Hall, la propiedad tenía tres entradas. Dos tenían puertas de entrada de piedra en un lado de la entrada, mientras que la tercera, la puerta central, solo tenía robles alrededor del camino y conducía al camino principal hacia los establos y la mansión. La puerta de entrada principal tiene un antiguo hito dentro del muro, que dice "Treinta millas del Ayuntamiento, Ciudad de Nueva York". 
Una entrada tenía una puerta de metal batiente sobre dos postes de granito, junto a una puerta de entrada relativamente sin decoración. El viaje desde la puerta hasta la casa llevó al visitante a lo largo de un camino sinuoso y ligeramente ascendente, a través de un bosque de olmos, al este de Rockwood Hall. 

## Legado

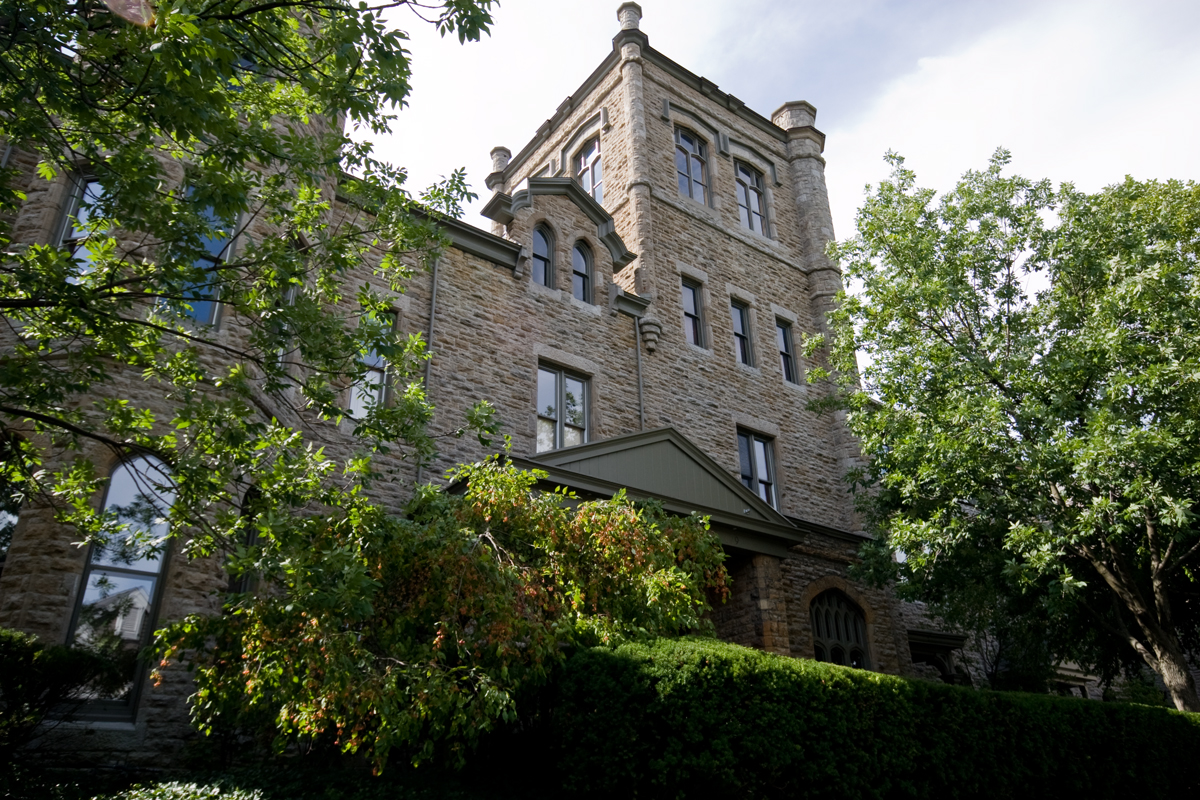
Academia del Sagrado Corazón en Cincinnati

La arquitectura de la casa inspiró el diseño de la Academia del Sagrado Corazón en la ciudad de Cincinnati, que fue construida entre 1864 y 1867 por Thomas Sargent como una casa privada para William C. Neff. El edificio de Cincinnati se describe como una "copia invertida de izquierda a derecha" de Rockwood Hall. Las fuentes intermedias probables para Sargent fueron imágenes publicadas en Villas on the Hudson, por AA Turner. 

### Parque actual

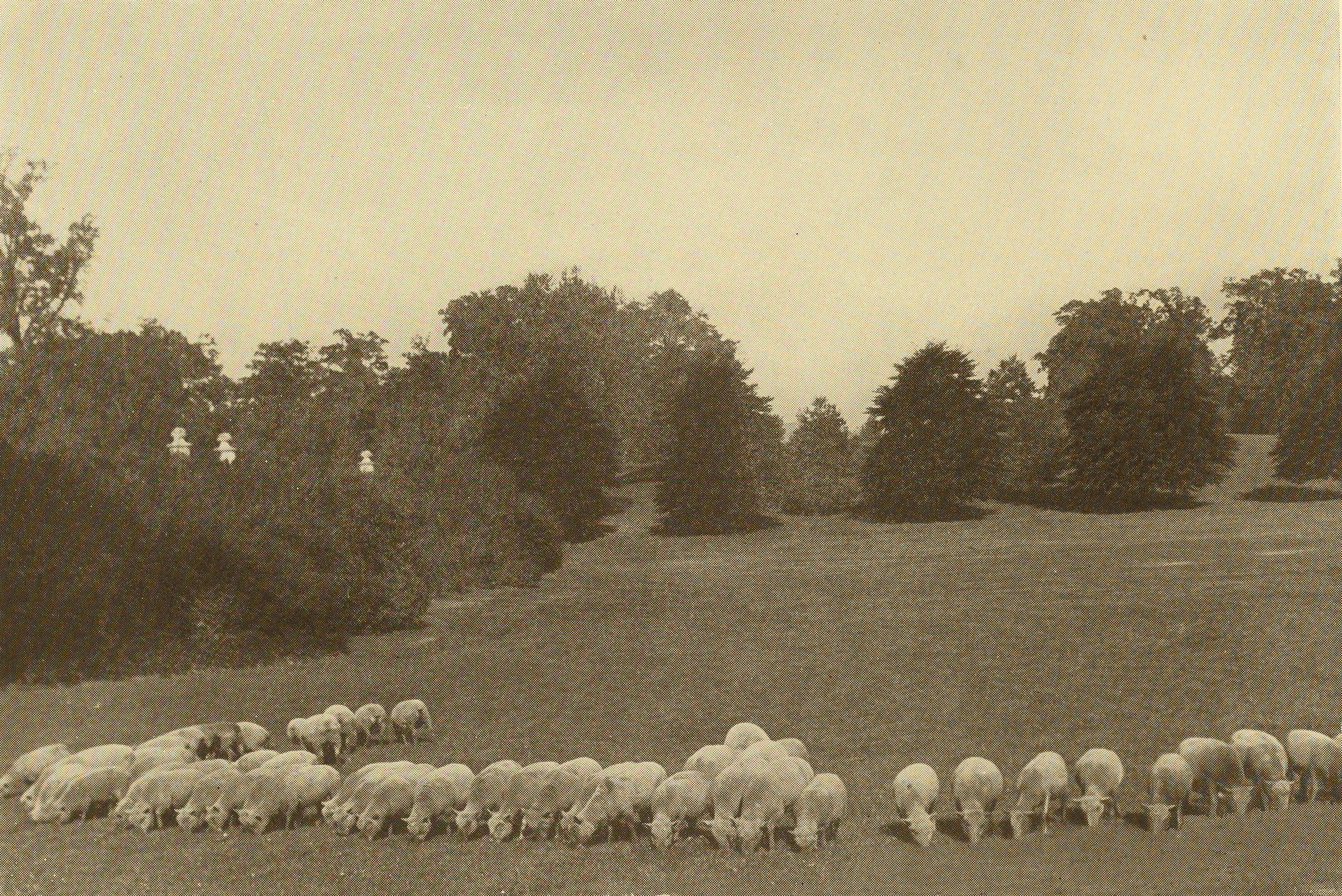
Ovejas Southdown en Rockwood, c. 1923

En 2014 y 2015, el Stone Barns Center for Food and Agriculture, una granja cercana sin fines de lucro, atendió ovejas y cabras en Rockwood Hall. El esfuerzo se describió como un experimento de gestión de la tierra para mejorar la salud del paisaje y la función del ecosistema, así como posiblemente para aumentar el acceso a la tierra para los agricultores principiantes al permitirles el acceso a parques y otras tierras públicas. Durante el proyecto, un pastor rotaba el rebaño cada pocos días a través de una serie de potreros, persuadiendo a los animales para que pastaran con plantas invasoras como la akebia y la baya de porcelana. El proyecto proporcionó al centro tierras y forraje adicionales para las ovejas, y ayudó a controlar las plantas invasoras y mejorar la salud del suelo. Los partidarios locales del proyecto incluyeron New York Life, que suministró agua, y la cercana comunidad de jubilados Kendal on Hudson. De julio a noviembre de 2014, la granja atendió 50 ovejas y 7 cabras en los pastos de Rockwood Hall. En 2015, 10 cabras Boer, 30 ovejas de Túnez y 50 ovejas finlandesas Dorset fueron trasladadas a Rockwood Hall para pastar.
Durante la propiedad de Rockefeller, alrededor de 100 ovejas de Southdown deambulaban por los terrenos.

## Galería

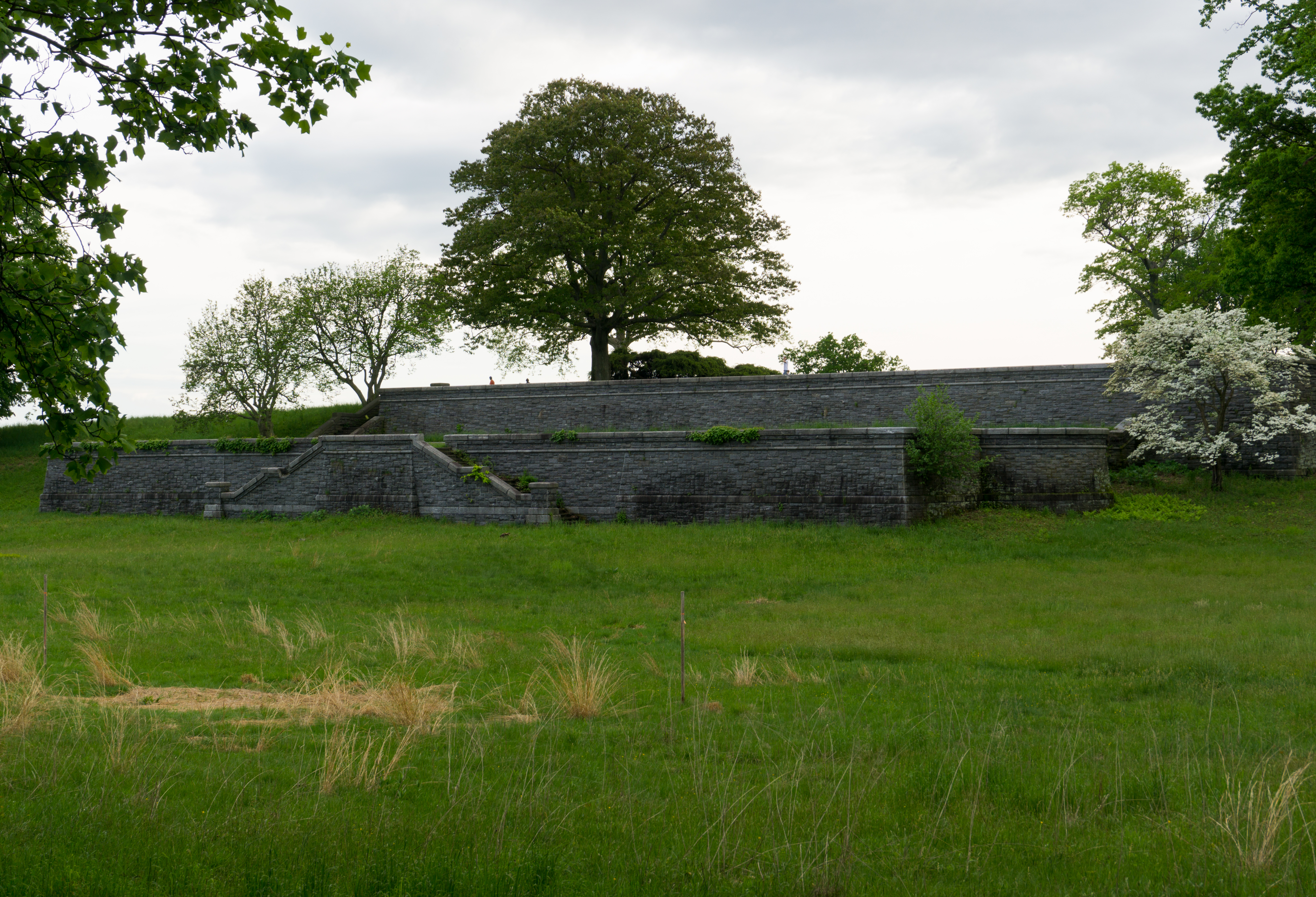
Fundación de Rockwood
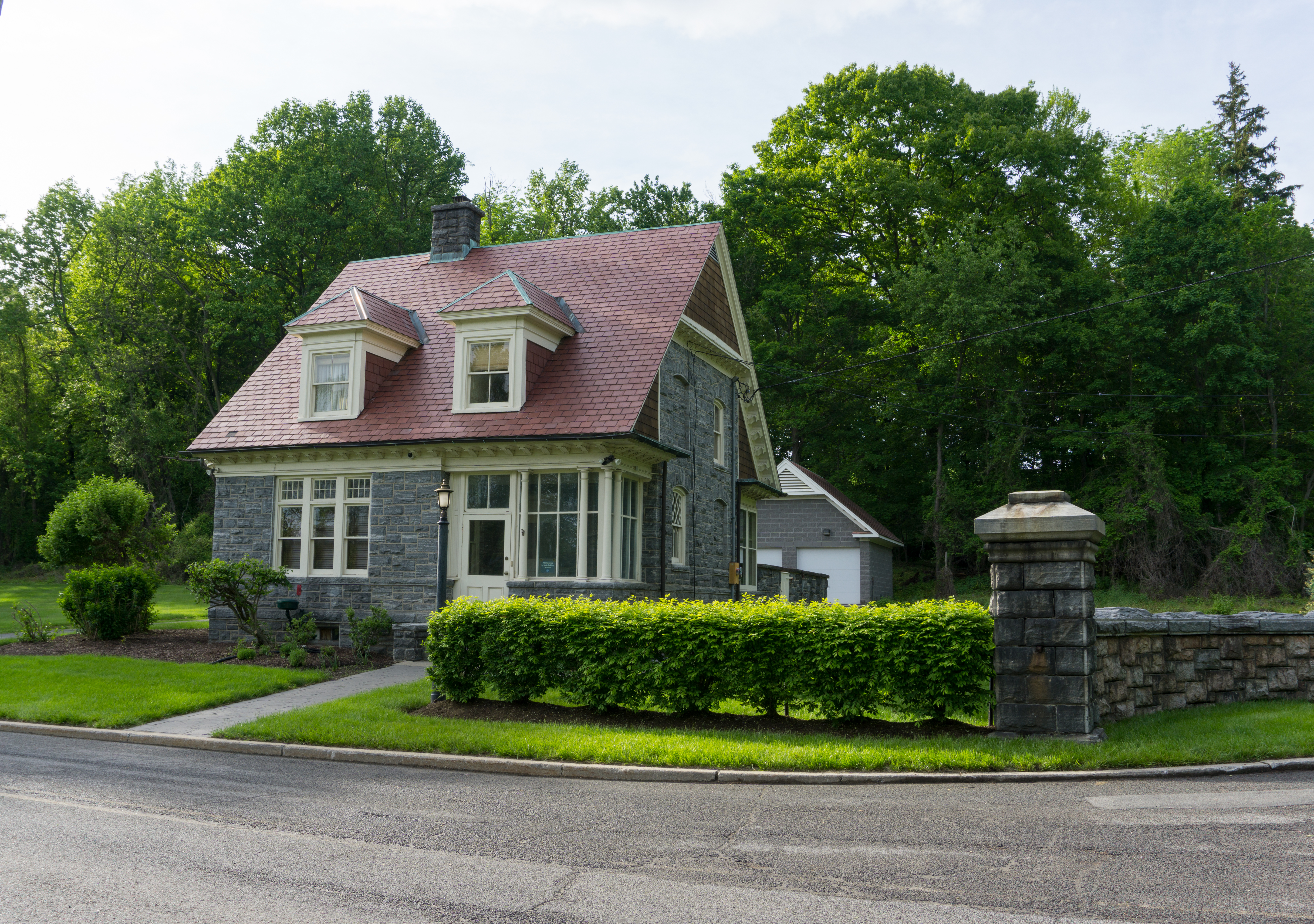
La puerta de entrada norte de la finca
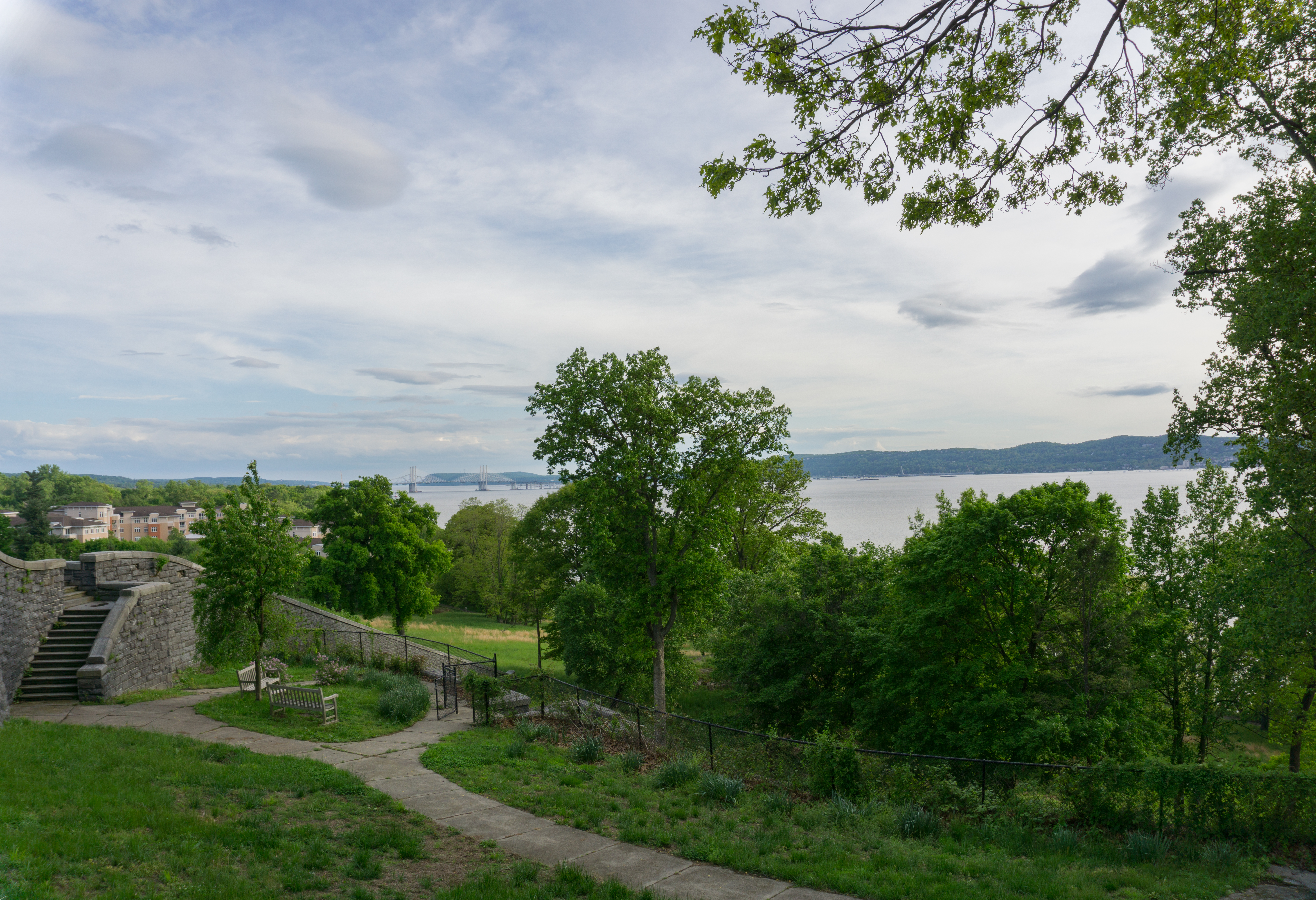
Vista de los puentes Tappan Zee y el río Hudson
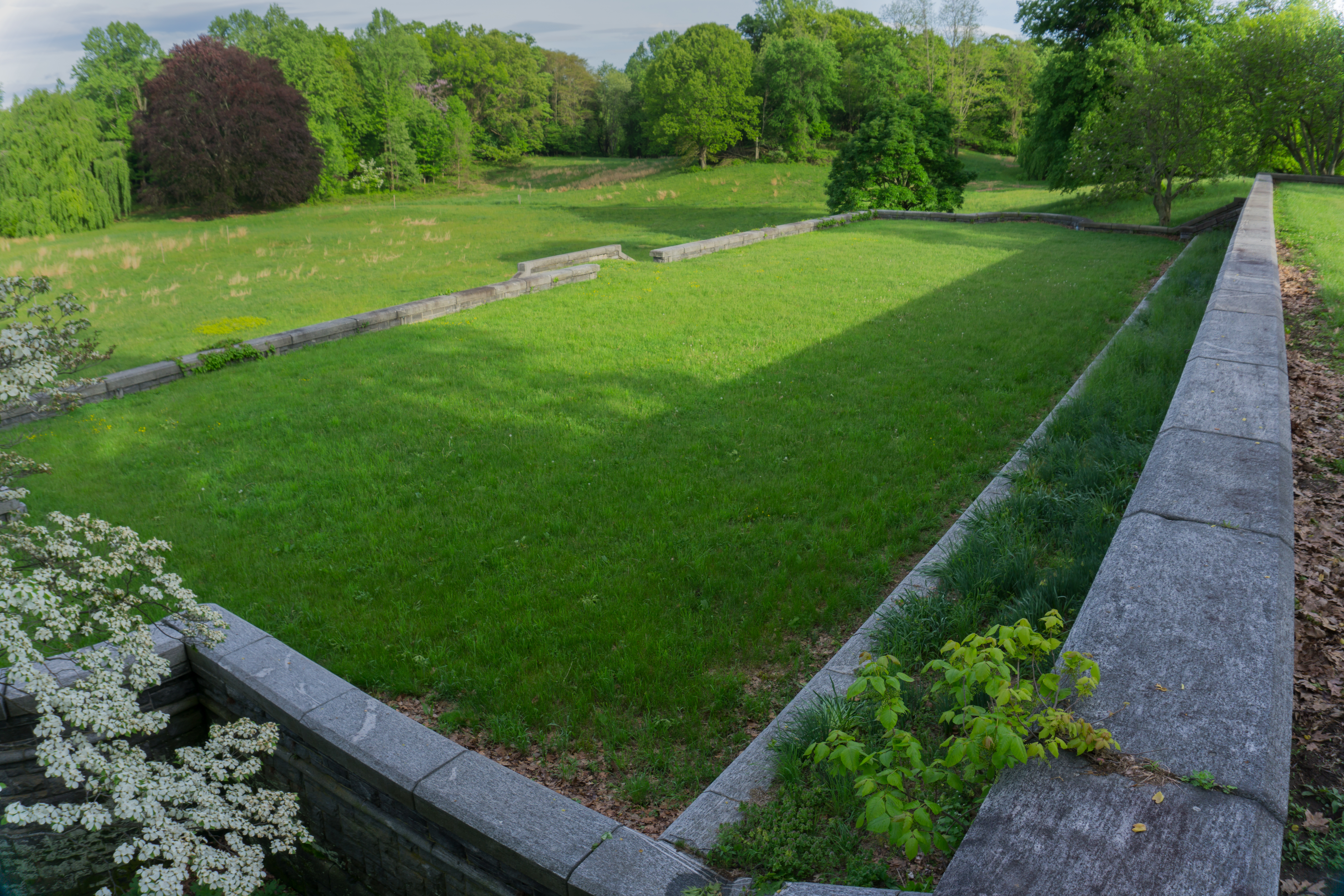
Antigua cancha de tenis